# جامعة محمد الصديق بن يحيى-جيجل
/جامعة جيجل /هي إحدى الجامعات الجزائرية بشرق البلاد بمدينة جيجل . يعود تاريخ الجامعة لعام 1986 حيث تم تأسيس المدرسة الوطنية العليا والتي كانت مهمتها تكوين المؤطرين في التعليم الأساسي. بقرار رئاسي عام 1998. تم ترقيتها إلى مركز جامعي يضم أربع كليات (التقني، الإعلام الآلي، علوم الأحياء والعلوم الدقيقة). و في 22 جويلية 2003 وبالقرار الرئاسي 258-03 تمت ترقت إلى مركز جامعي (تابع لجامعة قسنطينة).

## حرم الجامعه
تتوزع جامعة جيجل على موقعين: المركز الجامعي المركزي بجيجل والمركز الجامعي بتاسوست.

## كليات
تتكون جامعة محمد الصديق بن يحيى بجيجل من سبع كليات:[بحاجة لمصدر]
- كلية التكنولوجيا
- كلية العلوم الطبيعية والحياة
- كلية العلوم الاقتصادية والتجارية والإدارية
- كلية الحقوق والعلوم السياسية
- كلية الآداب واللغات
- كلية العلوم الدقيقة وعلوم الحاسوب
- كلية العلوم الإنسانية والاجتماعية

## وصلات خارجية
- الموقع الرسمي لجامعة جيجل